# 马特·加尔萨
馬修·斯科特·加爾薩（英語：Matthew Scott Garza，1983年11月26日—），出生於加利福尼亞州塞爾瑪，美國職棒大聯盟密爾瓦基釀酒人的投手。

## 職業生涯

### 明尼蘇達雙城
加爾薩在2005年的選秀大會上第一輪第25順位被明尼蘇達雙城挑中。2006年他在美國棒球雜誌評選的雙城隊未來之星中名列第七。這個賽季加爾薩從高階1A的麥爾茲堡奇蹟起步，之後升上2A的新不列巔石貓和3A的羅徹斯特紅翼，他在三個等級的小聯盟球隊中總共投了135又2/3局，拿到了14勝4敗、防禦率1.99、三振154次的成績。靠著優異的表現，加爾薩分別入選了1A佛羅里達州聯盟和2A東方聯盟的明星賽，還獲得了今日美國年度最佳小聯盟球員的榮譽，這個獎項連續第二年被雙城隊的球員獲得（前一年是加爾薩的隊友弗朗西斯科·利瑞安諾奪得）。
2006年8月8日，雙城隊把加爾薩升上大聯盟，頂替受傷的利瑞安諾。加爾薩是少數僅在小聯盟呆了一個賽季就升上大聯盟的球員。8月11日，加爾薩在大聯盟初登板，但表現並不理想，在對多倫多藍鳥的比賽中他僅投了2又2/3局就丟了7分自責分。8月23日加爾薩在對巴爾的摩金鶯的比賽中主投6局失1分非自責分，拿下了他在大聯盟的第一勝。
進入2007年，加爾薩在美國棒球雜志評選的未來之星中排名雙城球團第一，並在全聯盟排名第21。不過加爾薩並未在開季就贏得在大聯盟的位置，因為球團希望他能多增加變化球，而不是僅僅依賴他的快速球。加爾薩因此從3A起步。6月28日加爾薩被叫上大聯盟。他還入選了當年的全明星未來之星賽，但由於升上了大聯盟，因此他沒有參加。這個賽季加爾薩在大聯盟上場16次，拿下了5勝7敗、防禦率3.69的成績。

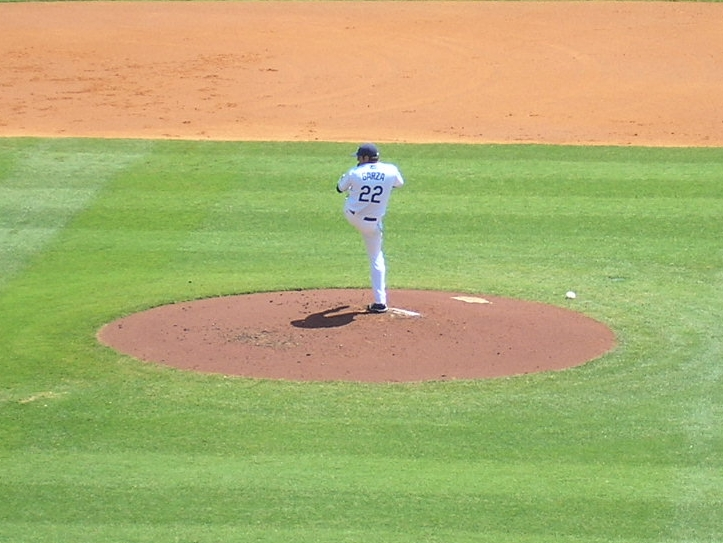
馬特·加爾薩在2008年春訓中上場投球

### 坦帕灣光芒
2007年11月28日，雙城隊把加爾薩和傑森·巴列特、愛德華多·莫蘭（Eduardo Morlan）打包送到坦帕灣光芒，交換戴勒蒙·楊（Delmon Young）、傑森·普里迪（Jason Pridie）和布倫丹·哈里斯（Brendan Harris）。2008年加爾薩在光芒隊表現出色，常規賽投出了11勝9敗、防禦率3.70的成績。在美國聯盟冠軍賽中，加爾薩先發兩場均拿下勝投，防禦率僅為1.38，幫助球隊擊敗波士頓紅襪進入到世界大賽，他也獲得了美聯冠軍賽最有價值球員的榮譽。
2010年7月26日，加爾薩於主場面對底特律老虎，投出大聯盟生涯第一個也是光芒隊史第一個無安打比賽，這場比賽他只讓一個打者靠保送上壘，但下一個打者擊出雙殺打，所以總共是27上27下，如果沒有投出這一個保送，就有機會成為完全比賽。

### 芝加哥小熊
2011年1月7日，加爾薩經由交易來到芝加哥小熊，總計有8個人經由交易轉隊。坦帕灣光芒獲得Sam Fuld、克理斯·阿契、李學周（Hak-Ju Lee）、Brandon Guyer和羅賓森·齊利諾斯，小熊獲得加爾薩、Fernando Perez及Zachary Rosscup。

### 德州遊騎兵
2013年7月22日被交易到遊騎兵隊，小熊隊獲得Mike Olt、賈斯汀·葛林姆與C. J. Edwards。

### 密爾瓦基釀酒人
稍早與釀酒人達成4年5200萬美金的協議，這名今年季末也蠻受矚目的右投手，由於去年季中被交易到遊騎兵，不在提Qualifying Offer的資格範圍內，所以與他簽約的新球團並不用付出隔年的首輪選秀權，讓他增添了一些優勢，隨著田中落腳處底定，Garza也在隔天跟釀酒人簽下四年合約，重回國聯中區。

## 主要球路
加爾薩的四縫線快速球在93—96英里/小時之間，偶爾可以達到98英里/小時，而二縫線快速球則在90—94英里/小時之間。他主要的變化球武器是曲球，在72—77英里/小時之間。另外他的滑球在85英里/小時左右，他還常用變速球來欺騙打者。
光芒隊的投手教練吉姆·希基（Jim Hickey）稱贊加爾薩的資質是全隊中最好的。

## 私人生活
加爾薩的妻子是他的高中同學Serina。他們的第一個孩子馬修是在他們剛高中畢業沒幾天后出生的（2002年）。他們還有一個女兒Sierra（2005年出生）。

## 外部鏈接
- 球員資訊和成績在MLB，ESPN，Baseball-Reference，Fangraphs，The Baseball Cube（英文）
- "Garza takes wild ride in stride" - Minnesota Public Radio[]
- No. 25 - MLN FAB50 Baseball 2006
- 馬特·加爾薩在牛棚熱身時的視頻 （页面存档备份，存于）

| 獎項                 | 獎項                              | 獎項                 |
| -------------------- | --------------------------------- | -------------------- |
| 前任： 賈許·貝基特   | 美國聯盟冠軍賽最有價值球員 2008年 | 繼任： C.C. 沙巴西亞 |
| 成就                 |                                   |                      |
| 前任： 艾德溫·傑克森 | 無安打比賽 2010年7月26日          | 繼任： 洛伊·哈勒戴   |